# Cherry picking
La locuzione cherry picking viene utilizzata per riferirsi a una fallacia logica (a volte chiamata fallacia dell'evidenza incompleta), caratterizzata dall'attitudine da parte di un individuo volta a ignorare tutte le prove che potrebbero confutare una propria tesi ed evidenziando solo quelle a suo favore.
L'espressione, derivata dalla lingua inglese, richiama metaforicamente l'idea di prendere per sé stessi solo le migliori ciliegie da una ciotola piena, ignorando appositamente, magari, quelle poco mature o peggiori.
La fallacia del cherry picking può essere attuata sia volontariamente che inconsciamente (ne è l'esempio più eclatante il fenomeno psicologico dei bias di conferma), ed è spesso utilizzata anche da parte di chi cerca di convincere un pubblico ad accettare le proprie posizioni portando prove a loro favore scelte ignorando appositamente tutte le controargomentazioni possibili; si tratta di una tecnica particolarmente impiegata da vari movimenti negazionisti.
La fallacia ha un effetto particolarmente negativo nell'ambito del dibattito pubblico.
Il cherry picking è strettamente collegato al fenomeno denominato filter bubble (bolla di filtraggio), il risultato cioè del sistema di personalizzazione dei risultati di ricerche su siti che registrano la storia del comportamento dell'utente. La bolla di filtraggio crea un ambiente in cui l'utente è esposto solo a contenuti che corrispondono alle sue opinioni e interessi, aumentando la probabilità di cherry picking, poiché l'utente viene continuamente esposto solo a contenuti che gli piacciono, può diventare sempre più incline a selezionare solo le informazioni che confermano le sue convinzioni e a ignorare quelle che non lo fanno.

## Cherry pickingnella ricerca accademica

### Nelle scienze

Il cherry-picking viene spesso utilizzato dal negazionismo scientifico, ad esempio nella negazione del cambiamento climatico. Se si selezionano deliberatamente periodi di tempo appositi, come dal 1998 al 2012, si può creare artificialmente una "pausa", anche quando c'è una tendenza al riscaldamento globale in corso. Lo stesso problema potrebbe verificarsi con il grafico nella sua interezza; se i dati precedenti al 1880 seguissero una direzione non prevista, ciò causerebbe un'altra fallacia di cherry-picking (non intenzionale). Inoltre, essendo la media della temperatura stata calcolata tra il 1951 e il 1980, un arco di tempo relativamente breve, la vera temperatura media potrebbe essere molto diversa.

Il cherry picking viene occasionalmente attuato nell'ambito della ricerca, in particolare nel negazionismo dei cambiamenti climatici e degli effetti dell'uso del tabacco e del fumo passivo.
A livello pratico, uno scienziato può enfatizzare dei risultati ottenuti evidenziando esclusivamente quelli a favore della sua teoria, nonostante il campione analizzato potesse oggettivamente essere insufficiente per avere un dato statisticamente significativo (o viceversa troppo ampio, o non sufficientemente omogeneo).
In questo ambito, il cherry picking dei dati scientifici ottenuti in uno studio viene a volte chiamato "scopa di Occam" (in contrapposizione al famoso rasoio di Occam), volendo rimarcare la somiglianza con l'atto di voler nascondere qualcosa "sotto il tappeto" tentando di nasconderne l'esistenza.

### In economia
Il cherry picking in economia descrive il processo di selezione degli investimenti e delle operazioni seguendo altri investitori e istituzioni considerati affidabili e di successo a lungo termine. A livello pratico può essere un modo efficace per generare rendimenti.

### In psicologia
Un processo connesso al cherry picking è il confirmation bias o pregiudizio di conferma, che indica un fenomeno cognitivo umano per il quale le persone tendono a muoversi entro un ambito delimitato dalle loro convinzioni acquisite.

### Nella retorica
Nella retorica, la pratica del "quote mining" o citazione fuori contesto, è una forma di cherry picking, nella quale vengono selezionate citazioni a favore di una argomentazione (o che esagerino una argomentazione opposta) mentre vengono ignorate le citazioni che moderano la frase originale o la inseriscono in un contesto differente. In quanto spesso non possono essere controllati sul momento, citazioni o fatti cherry-picked rimangono solitamente impressi al pubblico e, anche quando corretti, portano a una diffusa rappresentazione fallace dei gruppi o individui presi di mira.